# لونته فوردی
لونته فوردی (انگلیسی: Levente Füredy؛ زادهٔ ۱۲ ژانویهٔ ۱۹۷۸) کشتی‌گیر اهل مجارستان است.